# Fergus Dubdétach
Fergus Dubdétach (Dent noire) est un roi d'Ulaid et Ard ri Érenn légendaire qui aurait régné entre 225 et 226 selon les dates traditionnelles des Annales des quatre maîtres. Il n’est pas répertorié dans la liste des rois selon le Baile Chuind Chétchathaig.

## Biographie
D'après les légendes traditionnelles, Fergus Dubdétach serait un roi d’Ulaid qui aurait brièvement occupé le trône d’Ard ri Erenn après que son prédécesseur, Lugaid mac Con, ait été chassé de Tara par Cormac Mac Airt et tué par le barde de Cormac, Feris mac Comáin Eces.
Fergus et ses deux frères homonymes aux surnoms pittoresques : Fergus Caisfhiachlach (Dent Rouge ou crochue ) et Fergus Foltlebair (Longs Cheveux), auraient expulsé Cormac Mac Airt au Connacht pour accéder au titre d’Ard ri Erenn. Après un règne d’une seule année, Fergus est défait et tué ainsi que ses deux frères, lors de la bataille de Crinna, par Cormac, allié avec Tadg mac Céin et Lugaid Láma. C’est ce dernier qui tue Fergus de sa propre main.

## Postérité
Les Annales des quatre maîtres donnent pour père à Fergus un certain Imchadh mais ne lui donnent pas de descendant. Geoffrey Keating lui donne une longue généalogie et nomme son père Finnchad mac Ogaman, indiquant que ce dernier serait le fils d’un précédent roi d’Ulaid et Ard ri Erenn, le mythique Fíatach Finn.
Le Lebor Gabála Érenn, qui fait de Fergus un contemporain de l’empereur romain Commode (180-192), ne fait pas non plus référence à son éventuelle descendance.
Dans sa synthèse récente, Edel Bhreathnach inclut Fergus Dubdétach et ses frères dans la généalogie des rois Dál Fiatach. Il fait des trois frères les fils d'Imchad et de Moen, une fille de Conn Cétchathach roi de Connacht. Il donne comme héritier à Fergus Dubdétach un fils, Aengus Finn mac Fergus Dubdétach, lui-même roi Dál Fiatach d'Ulaid.

## Sources
- (en) Cet article est partiellement ou en totalité issu de l’article de Wikipédia en anglais intitulé « Fergus Dubdétach » (voir la liste des auteurs), édition du 20 janvier 2009.
- Edel Bhreathnach, The kingship and landscape of Tara. Dal Fiatach, Table pages 352-353. Four Courts Press for The Discovery Programme Dublin (2005)